# Psilocerea phrynogyna
Psilocerea phrynogyna là một loài bướm đêm trong họ Geometridae.